# Rhythm and Blues (zespół muzyczny)
Rhythm and Blues, właściwie Rozrywkowy Zespół Gdańskiego Jazz-Clubu „Rhythm and Blues” – polski zespół rock and rollowy działający w latach 1959–1960.

## Historia
Rhythm and Blues został założony przez Franciszka Walickiego w 1958 na gdyńskim Oksywiu. W zespole występowali: Leszek Bogdanowicz (gitara), Leonard Szymański (kontrabas), Andrzej Sułocki (fortepian), Jan Kirsznik (saksofon tenorowy), Edward Malicki (perkusja) oraz wokaliści: Bogusław Wyrobek, Marek Tarnowski a później Michaj Burano. Zespół zadebiutował koncertem w klubie Marynarki Wojennej na gdyńskim Oksywiu w klubie „Mewa” oraz w gdyńskim klubie młodzieżowym „Pikolo” w 1958. Występ z 24 marca 1959 w wypełnionym po brzegi, niewielkim klubie „Rudy Kot” przyjmuje się za początek rock and rolla w Polsce. Brawurowe, spontaniczne i wolne od estradowej rutyny wykonawstwo, histeryczne przyjęcie publiczności, negatywne recenzje prasy – wszystko to sprawiło, że zespół Rhythm and Blues z miejsca zdobył lokalną sławę, a na kolejnych koncertach nie przestawały pojawiać się tłumy.
Repertuar grany przez zespół dobrze obrazuje pierwociny polskiego rocka, kiedy to muzycy kopiowali zachodnie wzorce. Rhythm and Blues wykonywał standardy w nowych aranżacjach (All of Me, Stormy Weather, Perdido, When The Saints Go Marchin’ In) oraz najnowsze przeboje z repertuaru: Paula Anki (Diana), Elvisa Presleya (Jailhouse Rock), Billa Haleya (Rock Around The Clock), Tommy’ego Steele’a (Elevator Rock), a także Little Richarda, Jerry’ego Lee Lewisa, czy Fatsa Domino.
Pod koniec marca 1959 rozpoczęła się ogólnopolska kariera grupy. Zespół został laureatem ogólnopolskiego konkursu zespołów jazzowych i rozrywkowych. Pierwszą nagrodę przyznało grupie profesjonalne jury. W połowie sierpnia wygrał mecz muzyczny rozegrany w Sopocie z warszawskim zespołem New Orleans Stompers, we wrześniu ruszył w trasę po kraju, obejmującą tylko największe miasta Polski. Apogeum popularności grupy ilustrują nadkomplety na wszystkich koncertach w warszawskiej Hali Gwardii. W połowie września zespół zarejestrował swoje jedyne, jak się okazało – nagrania radiowe. A były to, m.in.: Butterfingers, James Rider, Elevator Rock (voc. M. Tarnowski), Wyjdę w deszcz (standard Stormy Weather z 1933 roku), Mambo rock, Rock-A-Beatin’ Boogie (Rock Everybody) (voc. B. Wyrobek), Big Boogie-Woogie i Malaguena (voc. M. Burano).
W reakcji na występy zespołu Edward Gierek, pierwszy sekretarz Komitetu Wojewódzkiego PZPR w Katowicach, oświadczył w 1959 roku:
 

Jesteście na Śląsku. Nasza młodzież uczy się i pracuje. Raz w tygodniu chciałaby kulturalnie wypocząć, nabrać sił do dalszej nauki i pracy. Nie interesują nas wynaturzone mody, nie chcemy rozwydrzenia i rozpasania.

Na skutek krytyki sterowanej przez władze i zdemolowania przez młodzież kilku sal Ministerstwo Kultury wydało zakaz występów w większych obiektach. 27 października 1959 roku odbył się ostatni koncert Rhythm and Bluesa. 22 czerwca 1960 roku zespół został formalnie rozwiązany za sprawą decyzji podjętej przez zarząd gdańskiego Jazz-Clubu. Tego samego dnia, w tym samym miejscu z inicjatywy Walickiego powstał kolejny zespół spod znaku Mocnego uderzenia, a mianowicie Czerwono-Czarni, którzy mieli kontynuować tradycję Rhythm and Bluesa. W tym też czasie zaprzestano używania terminu rock and roll, zastępując go nazwą bigbit.
24 marca 2009 roku, w 50. rocznicę debiutu formacji, przed wejściem do klubu „Rudy Kot” w Gdańsku, prezydent miasta Paweł Adamowicz, odsłonił tablicę upamiętniającą to ważne wydarzenie. Uroczystość zorganizowała Fundacja Sopockie Korzenie.